# Aphaenogaster megommata
Aphaenogaster megommata är en myrart som beskrevs av Smith 1963. Aphaenogaster megommata ingår i släktet Aphaenogaster och familjen myror. Inga underarter finns listade i Catalogue of Life.

## Bildgalleri

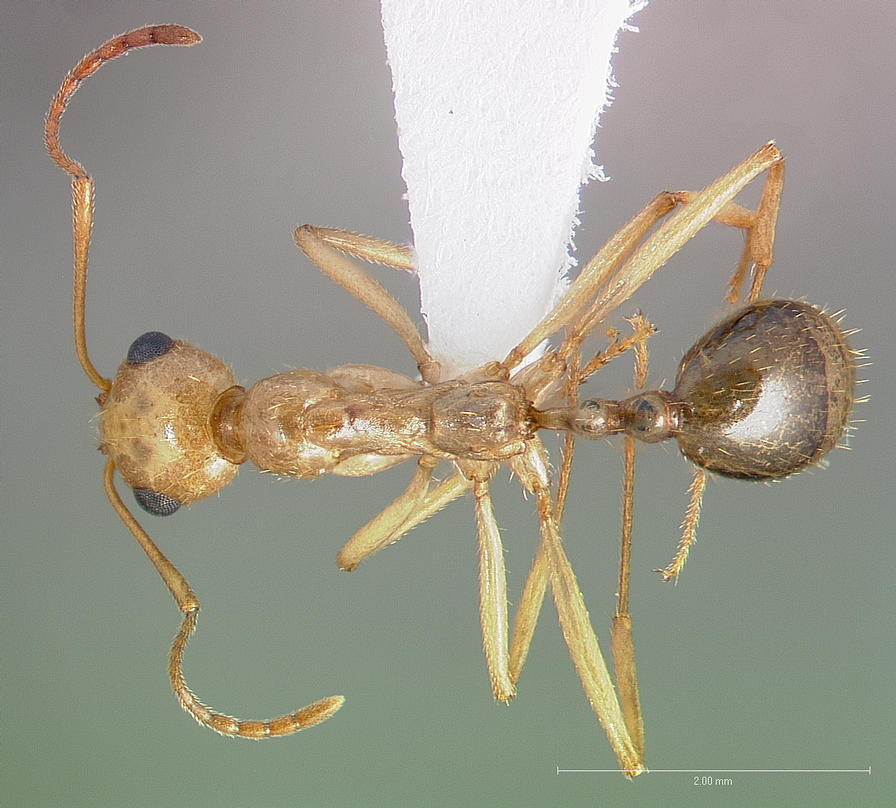
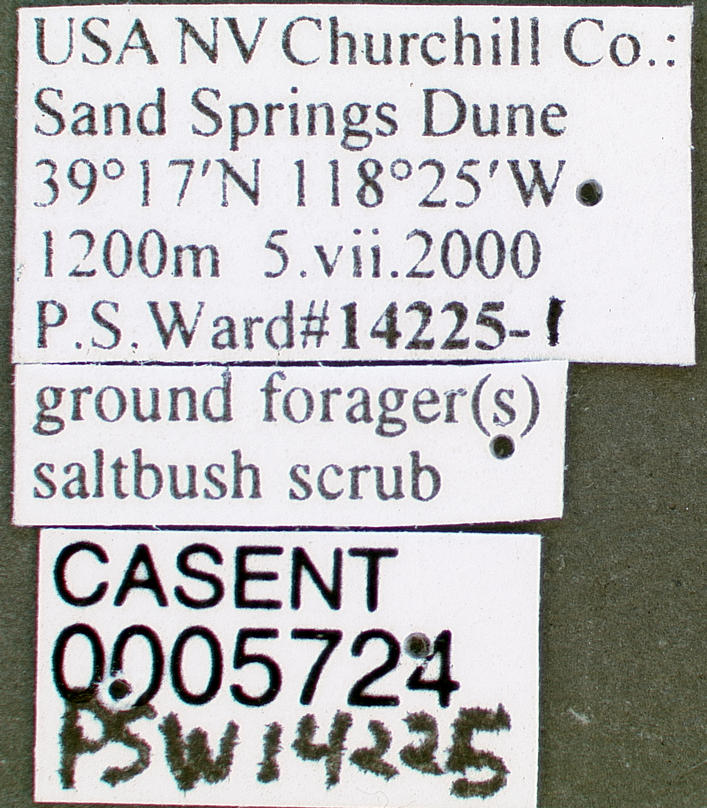
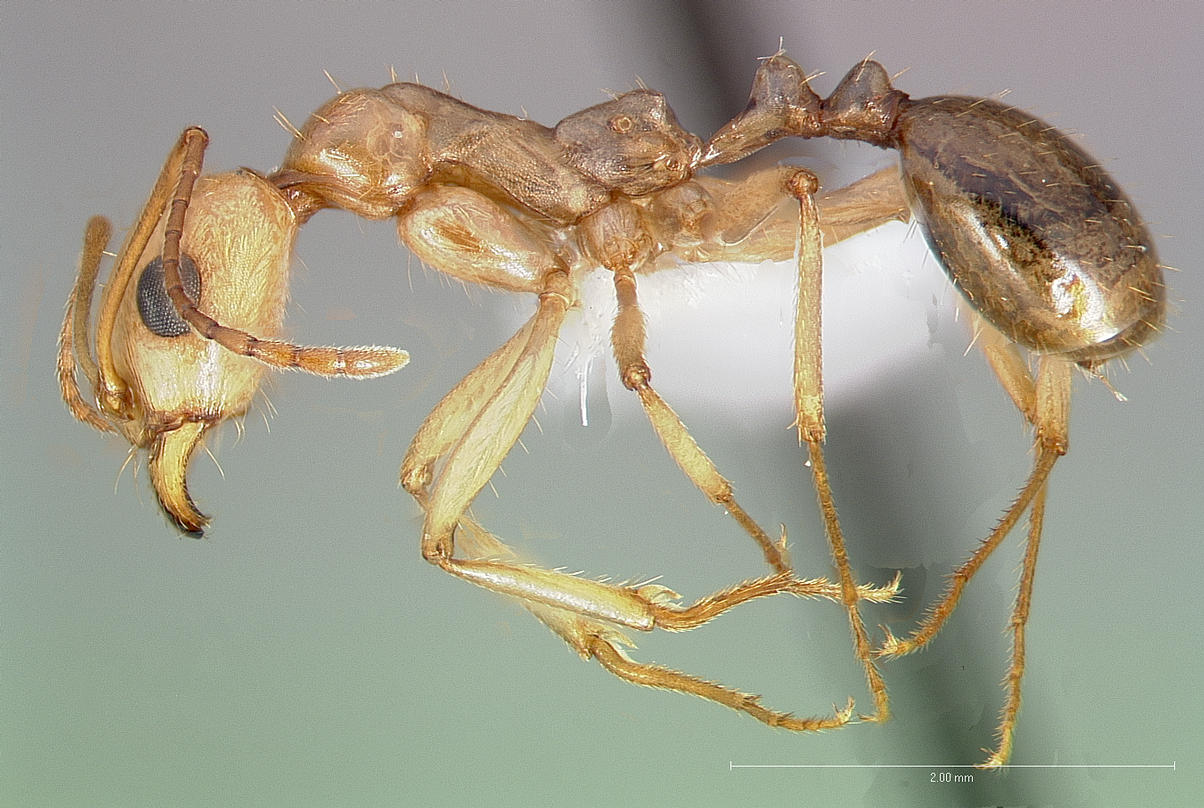